# Tender Hearts
Tender Hearts è un cortometraggio muto del 1909 scritto e diretto da David W. Griffith. Prodotto e distribuito dalla Biograph Company, il film - girato a Fort Lee, New Jersey e Greenwich, nel Connecticut - uscì nelle sale il 15 luglio 1909.

## Trama
Nellie, una romantica ragazza che vive in campagna, deve scegliere tra due corteggiatori. Uno è un giovane contadino, semplice e rustico, l'altro un bel giovane di città, elegante e beneducato. Le apparenze inducono Nellie a guardare con più favore il giovane cittadino ma, un giorno, la fanciulla deve ricredersi: vede, infatti, il giovanotto prendere a calci una colomba ferita che giace sulla strada. Nellie, allora, non ha dubbi e sceglie il contadino il quale, al contrario, trovatosi davanti al piccolo uccello, lo raccoglie amorevolmente per curarlo.

## Produzione
Il film fu prodotto dalla Biograph Company.

## Distribuzione
Distribuito dalla Biograph Company, il film - un cortometraggio di 211 metri - uscì nelle sale cinematografiche statunitensi il 15 luglio 1909. Nelle proiezioni, veniva programmato con il sistema dello split reel, accorpato in un'unica bobina con un altro cortometraggio prodotto dalla Biograph e diretto da Griffith, The Friend of the Family .
.